# Florencio Amarilla
Florencio Amarilla (Coronel Bogado, 3 gennaio 1935 – Vélez-Rubio, 25 agosto 2012) è stato un calciatore e attore paraguaiano.

## Biografia
Smesso i panni del calciatore, ha messo quelli dell'attore. Ha recitato in ruoli di secondo piano in film come Conan il barbaro, Giù la testa e Catlow.
È morto il 25 agosto 2012.

## Carriera

### Club
Ha giocato nel Club Nacional prima di approdare in Spagna, dove ha giocato in squadre come l'Elche, il Maiorca e il Real Oviedo, dove ha concluso la carriera nelle serie minori.

### Nazionale
In Nazionale ha partecipato ai Mondiali del 1958 in Svezia. Ha disputato in tutto 31 partite con la nazionale .

## Statistiche

### Cronologia parziale delle presenze e reti in nazionale
| Cronologia completa delle presenze e delle reti in nazionale ― Paraguay | Cronologia completa delle presenze e delle reti in nazionale ― Paraguay | Cronologia completa delle presenze e delle reti in nazionale ― Paraguay | Cronologia completa delle presenze e delle reti in nazionale ― Paraguay | Cronologia completa delle presenze e delle reti in nazionale ― Paraguay | Cronologia completa delle presenze e delle reti in nazionale ― Paraguay | Cronologia completa delle presenze e delle reti in nazionale ― Paraguay | Cronologia completa delle presenze e delle reti in nazionale ― Paraguay |
| Data                                                                    | Città                                                                   | In casa                                                                 | Risultato                                                               | Ospiti                                                                  | Competizione                                                            | Reti                                                                    | Note                                                                    |
| ----------------------------------------------------------------------- | ----------------------------------------------------------------------- | ----------------------------------------------------------------------- | ----------------------------------------------------------------------- | ----------------------------------------------------------------------- | ----------------------------------------------------------------------- | ----------------------------------------------------------------------- | ----------------------------------------------------------------------- |
| 15-7-1956                                                               | Asunción                                                                | Paraguay                                                                | 0 – 1                                                                   | Argentina                                                               | Amichevole                                                              | -                                                                       |                                                                         |
| 9-6-1957                                                                | Asunción                                                                | Paraguay                                                                | 5 – 2                                                                   | Bolivia                                                                 | Amichevole                                                              | -                                                                       |                                                                         |
| 23-6-1957                                                               | Medellín                                                                | Colombia                                                                | 1 – 2                                                                   | Paraguay                                                                | Amichevole                                                              | 1                                                                       |                                                                         |
| 14-7-1957                                                               | Asunción                                                                | Paraguay                                                                | 5 – 0                                                                   | Uruguay                                                                 | Mondiali 1958 - Qualificazioni                                          | 3                                                                       |                                                                         |
| 28-7-1957                                                               | Montevideo                                                              | Uruguay                                                                 | 2 – 0                                                                   | Paraguay                                                                | Mondiali 1958 - Qualificazioni                                          | -                                                                       |                                                                         |
| 18-8-1957                                                               | La Paz                                                                  | Bolivia                                                                 | 3 – 3                                                                   | Paraguay                                                                | Amichevole                                                              | -                                                                       |                                                                         |
| 20-4-1958                                                               | Asunción                                                                | Paraguay                                                                | 1 – 0                                                                   | Argentina                                                               | Amichevole                                                              | -                                                                       |                                                                         |
| 26-4-1958                                                               | Buenos Aires                                                            | Argentina                                                               | 2 – 0                                                                   | Paraguay                                                                | Amichevole                                                              | -                                                                       |                                                                         |
| 4-5-1958                                                                | Rio de Janeiro                                                          | Brasile                                                                 | 5 – 1                                                                   | Paraguay                                                                | Amichevole                                                              | -                                                                       |                                                                         |
| 4-5-1958                                                                | Pacaembu                                                                | Brasile                                                                 | 0 – 0                                                                   | Paraguay                                                                | Amichevole                                                              | -                                                                       |                                                                         |
| 8-6-1958                                                                | Norrköping                                                              | Francia                                                                 | 7 – 3                                                                   | Paraguay                                                                | Mondiali 1958 - Gironi                                                  | 2                                                                       |                                                                         |
| 11-6-1958                                                               | Norrköping                                                              | Paraguay                                                                | 3 – 2                                                                   | Scozia                                                                  | Mondiali 1958 - Gironi                                                  | -                                                                       |                                                                         |
| 15-6-1958                                                               | Eskilstuna                                                              | Paraguay                                                                | 3 – 3                                                                   | Jugoslavia                                                              | Mondiali 1958 - Gironi                                                  | -                                                                       |                                                                         |
| Totale                                                                  |                                                                         | Presenze                                                                | 13                                                                      |                                                                         | Reti                                                                    | 6                                                                       |                                                                         |